# Hilyotrogus setipennis
Hilyotrogus setipennis är en skalbaggsart som beskrevs av Moser 1913. Hilyotrogus setipennis ingår i släktet Hilyotrogus och familjen Melolonthidae. Inga underarter finns listade i Catalogue of Life.